# 185
| 185                |
| ------------------ |
| Dødsfald - Fødsler |
|                    |

| Gregoriansk kalender | 185 CLXXXV              |
| Ab urbe condita      | 938                     |
| Armensk kalender     | I/T                     |
| Kinesiske kalender   | 2881 – 2882 甲子 – 乙丑 |
| Etiopisk kalender    | 177 – 178               |
| Jødisk kalender      | 3945 – 3946             |
| Hindukalendere       |                         |
| - Vikram Samvat      | 240 – 241               |
| - Shaka Samvat       | 107 – 108               |
| - Kali Yuga          | 3286 – 3287             |
| Iransk kalender      | 437 BP – 436 BP         |
| Islamisk kalender    | 451 BH – 450 BH         |

Se også 185 (tal)